# 周家伦
周家伦（1948年8月18日—），原同济大学党委书记。浙江慈溪人。

## 工作简历
1948年8月18日，生于上海市。1978年9月-1982年7月，就读于同济大学数学系。1982年7月，毕业后，任教于同济大学。
1985年10月-1986年10月，在德国进修。1986年10月-1992年10月，担任同济大学数学系副书记、书记。1992年10月-1993年10月，再次赴德国，作为访问学者交流研究。1994年1月，升任同济大学副教授。2001年6月，出任同济大学研究员。1993年11月-1996年8月，先后担任同济大学党委副书记、副校长。
1996年9月-2001年2月，担任中华人民共和国驻德国大使馆教育处参赞。2001年起出任同济大学党委书记。2011年退休。